# Parzęczew (wieś w województwie wielkopolskim)
Parzęczew – wieś w Polsce położona w województwie wielkopolskim, w powiecie jarocińskim, w gminie Jaraczewo.
W latach 1975–1998 miejscowość położona była w województwie kaliskim.
Wieś w 2011 roku zamieszkiwały 291 osoby.